# Quảng trường ba thánh giá

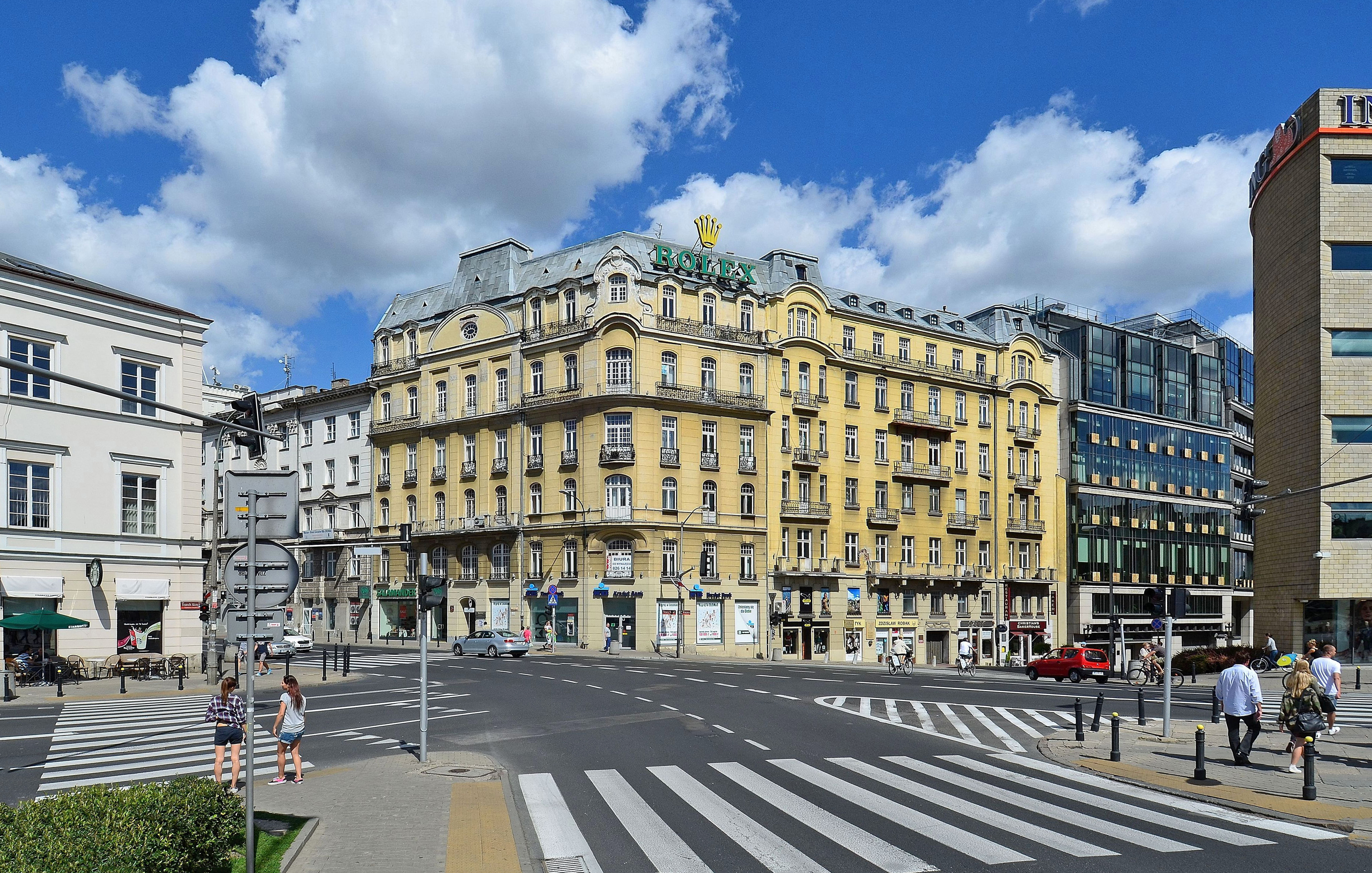
Quảng trường, nhìn hướng bắc về phía phố New World

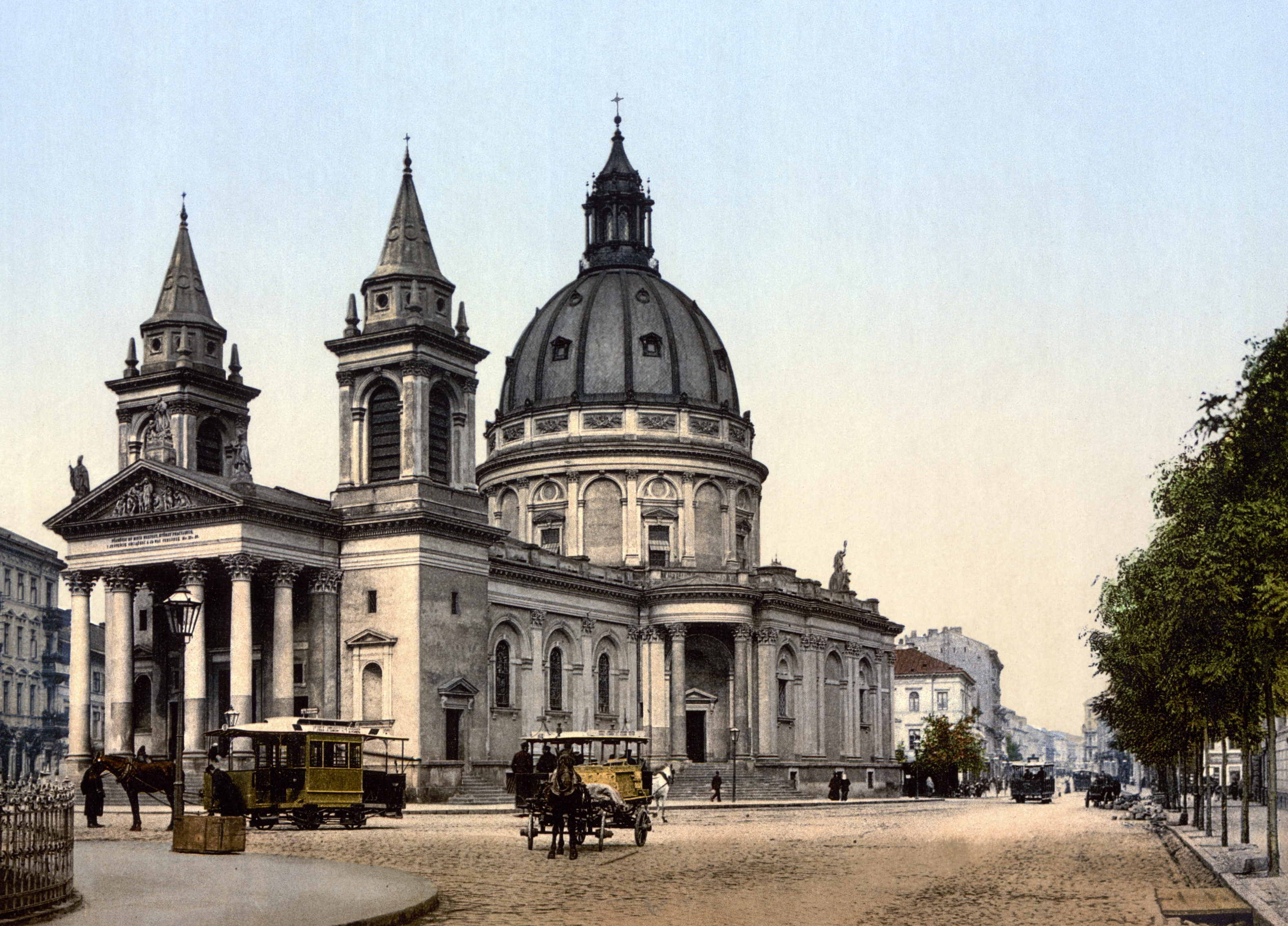
Nhà thờ thánh Alexanderr ca. 1900

Quảng trường Three Crosses (tiếng Ba Lan: Plac Trzech Krzyży, [ˈplat͡s ˈtʂɛx ˈkʂɨʐɨ], cũng là "Quảng trường ba thánh giá", "Quảng trường ba thập tự giá" và "Quảng trường ba thánh giá" ) là một quảng trường quan trọng ở quận trung tâm Warsaw, Ba Lan. Nó nằm trên Tuyến đường Hoàng gia của thành phố và nối liền phố Nowy Świat (New World) ở phía bắc, với Đại lộ Ujazdów ở phía nam.
Phần lớn diện tích của quảng trường được dành cho một con đường lớn.

## Lịch sử
Cho đến thế kỷ 18, khu vực hiện đang là vị trí của quảng trường ít dân cư hơn với mật độ dân cư thưa thớt ở phía nam của giới hạn thành phố Warsaw sau đó.
Trong triều đại của vua Augustus II, the Strong, từ năm 1724 đến năm 1731, một "con đường đến Calvary " (Trạm Thánh Giá) đã được xây dựng, với trạm đầu tiên nằm gần quảng trường hiện tại và trạm cuối cùng bên cạnh Lâu đài Ujazdów Phía nam. Trạm đầu tiên có hai cây thánh giá làm bằng vàng.
Năm 1752, Đại nguyên soái của Crown - Franciszek Bieliński đã dựng lên một bức tượng gần St. John of Nepomuk, cũng đang giữ một cây thánh giá. Theo đặc điểm tồn tại của ba cây thánh giá, dân chúng đã gọi khu vực này là " Rozdroże złotych krzyży " - "Ngã tư của Thánh giá Vàng".
Trên Quảng trường là nhà thờ tân cổ điển St. Alexander, được thiết kế năm 1818-25 bởi kiến trúc sư người Ba Lan Chrystian Piotr Aigner. Ban đầu quảng trường cũng mang tên Saint Alexander.
Quảng trường lấy tên hiện tại từ hình ảnh ba cây thánh giá: một trên đỉnh Nhà thờ Thánh Alexandre và hai cột trên đỉnh cách đó vài chục mét, đối diện với lối vào của nhà thờ.
Trái với sự hiểu biết chung, có hơn ba cây thánh giá ở quảng trường. Ngoài ba cái kể trên, còn có hai cái ở mặt tiền ở phía bắc và phía nam của nhà thờ, cũng như một ở phía trước Viện dành cho người khiếm thính (được xây dựng vào năm 1827 và ban đầu được điều hành bởi Giáo hội Công giáo).
Trong cuộc nổi dậy Warsaw năm 1944, quảng trường và hầu hết các tòa nhà xung quanh đã bị người Đức phá hủy hoặc cố tình phá hủy. Sau năm 1945, Viện dành cho người khiếm thính đã được xây dựng lại, và nhà thờ cũng được xây dựng lại giống như hình dạng ban đầu vào thế kỷ 19.
Quảng trường hiện có các cửa hàng bán lẻ độc quyền - Hugo Boss, Burberry, Church's, Ermenegasy Zegna, Max Mara, Coccinelle, W. Kruk, JM Weston, Franscesco Biasa, Escada, MAX & Co., Lacoste, Emporio Armani và Kenzo.
Liền kề với quảng trường là Sở giao dịch chứng khoán Warsaw, văn phòng HSBC Premiere và Khách sạn Sheraton.